# Ryusaku Yanagimoto
Le capitaine de vaisseau (Kaigun Daisa) Ryūsaku Yanagimoto (柳本 柳作, Yanagimoto Ryūsaku, né le 1er septembre 1894 et mort le 5 juin 1942) est le commandant du porte-avions Sōryū de la Marine impériale japonaise pendant la Seconde Guerre mondiale entre 1941 et 1942.
Nommé commandant du Sōryū le 6 novembre 1941, il participa ainsi à l'attaque de Pearl Harbor, élément déclencheur de la guerre du Pacifique le 7 décembre 1941, puis à la bataille de l'atoll de Wake. Il est tué le 5 juin 1942 lorsque le Soryu est coulé par l'aviation embarquée américaine lors de la bataille de Midway. Le capitaine de vaisseau Yanagimoto a été promu contre-amiral à titre posthume.